# Otagia neozelanicus
Otagia neozelanicus är en kräftdjursart som först beskrevs av Charles Chilton 1987.  Otagia neozelanicus ingår i släktet Otagia och familjen Platyischnopidae. Inga underarter finns listade i Catalogue of Life.